# HD111702
HD111702 — хімічно пекулярна зоря спектрального класу F0, що має видиму зоряну величину в смузі V приблизно  8,8.
Вона  розташована на відстані близько 643,3 світлових років від Сонця.